# Rebekah Brooks
Rebekah Brooks (nascuda Rebekah Mary Wade el 27 de maig de 1968 a Warrington, Comtat de Lancashire, Anglaterra) és una periodista britànica. Dirigeix la redacció del tabloide anglès The Sun, un dels diaris que pertanyen a Rupert Murdoch, i el 23 de juny de 2009, News Corp va anunciar el seu nomenament com a CEO de News International, l'empresa matriu dels diaris britànics de News Corp, The Sun, The Times, News of the World i The London Paper. Ella va renunciar el 15 de juliol de 2011 en resposta a les protestes relacionades amb l'escàndol de les escoltes telefòniques per News International. Dos dies més tard, va ser arrestada per la policia britànica per la seva presumpta participació en el cas.
El 13 de març de 2012, va ser arrestada un altre cop sota sospita d'obstrucció de la justícia. El 15 de maig de 2012, Brooks va ser formalment acusada de prevaricació.

## Trajectòria professional
- revista L'Architecture d'aujourd'hui, París
- Eddie Shah's Messenger Group
- breu passatge per La Sorbona[5]
- 1989 : News of the World
- 1998 : The Sun
- 2000 : cap de redacció de News of the World
- 2003 : es va fer càrrec de la gestió del diari The Sun
- 2009 : es va convertir en cap de News International
- 2011 : va dimitir com a cap de redacció de News International